# 버지니아 아프가
버지니아 아프가(Virginia Apgar, 1909년 6월 7일 ~ 1974년 8월 7일)는 산과 계열 마취과를 전문으로 하는 미국의 의사이자 의학 연구자로, 영아 사망을 방지하기 위해 출생 직후 신생아의 건강을 신속하게 평가하는 방법인 아프가 점수를 고안한 것으로 잘 알려져 있다. 마취학과 기형학 분야의 권위자였으며, 기존의 신생아학 분야에 산과적 고려사항을 도입하였다.

## 어린 시절과 교육
세 자녀 중 막내였던 아프가는 뉴저지 웨스트필드에서 헬런 메이(클라크)와 찰스 에머리 아프가의 딸로 태어나고 자랐다. 아버지는 사업가이자 아마추어 천문학자로, 제1차 세계 대전 당시 아마추어 무선 통신으로 첩보 전화를 발견하여 알린 경력이 있었다. 그녀의 오빠는 결핵으로 일찍 세상을 떠났고, 다른 오빠는 지병을 앓고 있었다. 그녀는 1925년 웨스트필드 고등학교를 졸업하고 의사가 되기로 결심하였다.

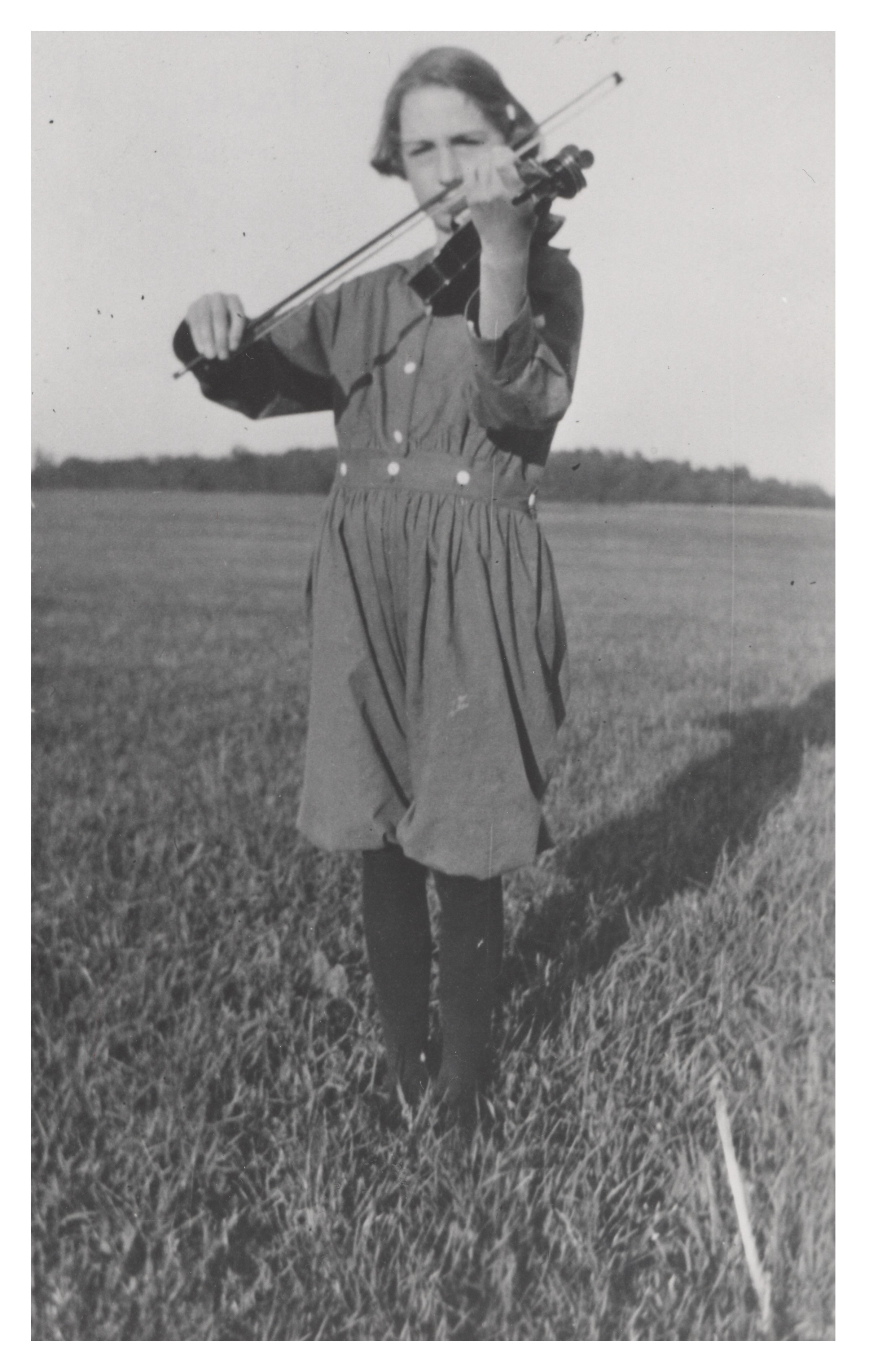
1920년 들판에 서서 바이올린을 연주하는 버지니아 아프가

아프가는 1929년 마운트 홀리오크 칼리지에서 동물학을 전공하고 생리학 및 화학을 부전공하여 졸업하였다. 1933년에는 컬럼비아 대학교 의과대학(P&S)에서 4등으로 졸업하고 1937년 P&S에서 외과 레지던트 과정을 마쳤다.
컬럼비아 장로 의료 센터의 외과 과장 앨런 위플은 많은 여성들이 성공적인 외과의사가 되고자 노력하다가 결국 실패하는 것을 보았기 때문에, 아프가가 외과의사로서의 경력을 지속하는 것에 반대하였다. 위플은 수술을 더 진전시키기 위해서는 마취의 발전이 필요하다고 느꼈고, 여기에 상당한 기여를 할 수 있는 "에너지와 능력"이 아프가에게 있다고 생각하였기에 외과 대신 마취과 수련을 권하였다. 마취과에서 경력을 이어가기로 결정한 아프가는 미국 최초의 마취과를 설립한 위스콘신 대학교 매디슨에서 랄프 워터스에게 6개월 동안 수련을 받았다. 워터스와 그의 전공의들을 찍은 1937년 사진에는 워터스와 열다섯 명의 남자와 함께 아프가만이 유일한 여성으로 등장한다. 그 뒤에 아프가는 뉴욕 벨레뷰 병원의 어니스트 로벤스틴 밑에서 6개월을 더 수련하였다. 그는 1937년 마취과 의사 자격증을 취득하였고, 1938년 P&S에 새로이 신설된 마취과장으로 돌아왔다. 이후 1959년 존스 홉킨스 블룸버그 공중보건대학에서 공중보건학 석사 학위를 받으며 졸업하였다.

## 연구 활동
아프가는 컬럼비아 장로 의료 센터(현 뉴욕 장로 병원)와 컬럼비아 대학교 의과대학에서 전문 부서를 지휘한 최초의 여성이었다. 그는 앨런 위플과 함께 P&S의 마취과 부서를 시작하였다. 부서의 행정 업무를 담당한 그는 부서의 직원 배치와 병원 전체 업무를 조정하는 임무를 맡았다. 1940년대의 대부분동안 그는 행정관이자 교사, 채용 담당자, 조정자, 개업의였다.

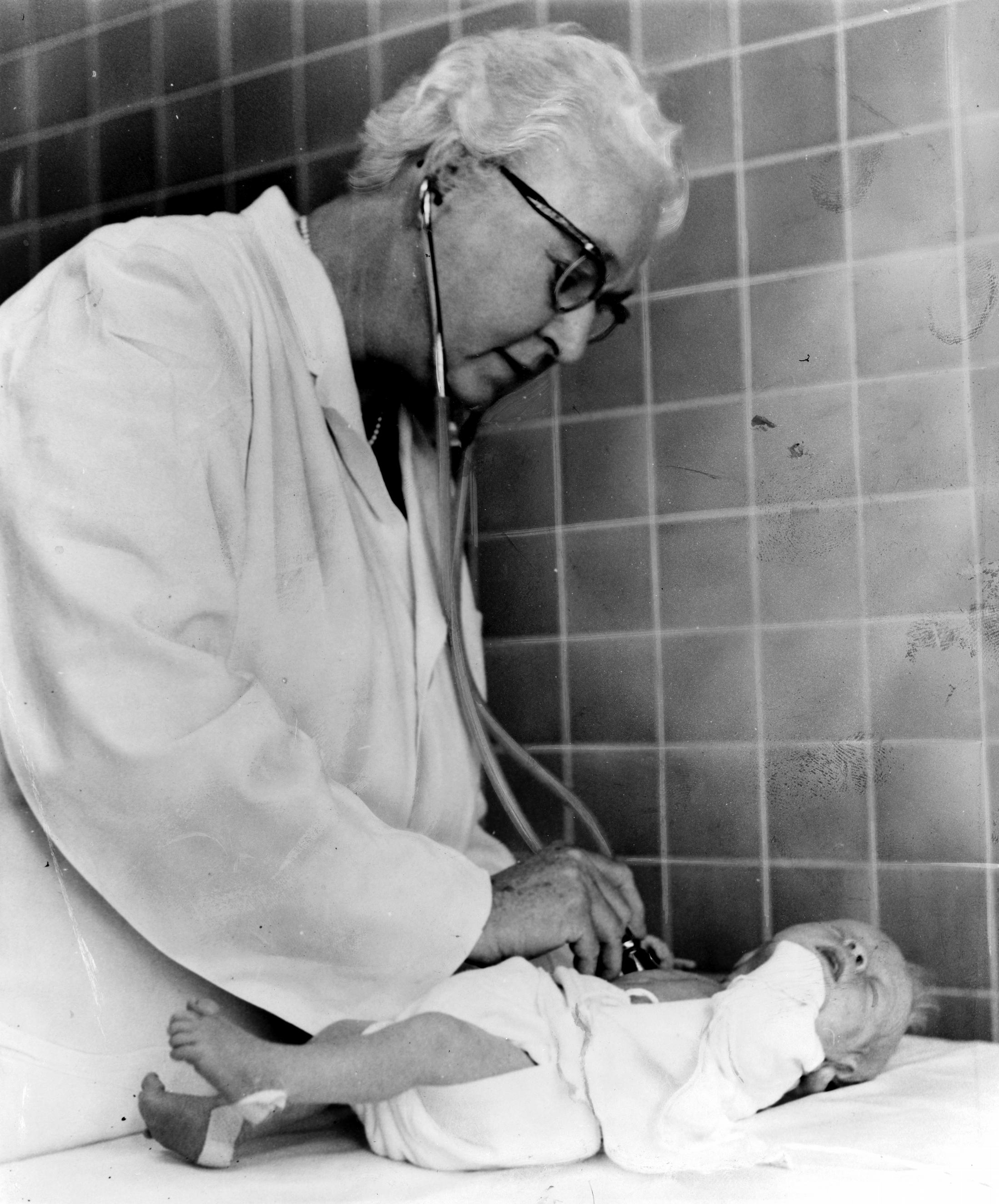
1966년 신생아를 검사하는 버지니아 아프가

당시에는 프로그램을 위한 레지던트를 찾기 어려웠는데, 의료 분야 발전으로 인하여 마취 업무가 본격적인 의료 전공인 마취과로 승격된 지 얼마되지 않았기 때문이었다. 새로운 마취과 의사들 또한 수술실에서 마취 전문 MD를 두는 데 익숙하지 않았던 다른 의사, 특히 외과 의사들의 정밀하고 집요한 검토에 직면하여야 했다. 이러한 어려움은 부서의 자금과 지원을 확보하는 데 대한 문제로 이어졌다. 1941년에는 미국이 제2차 세계 대전에 참전하면서 많은 의료 전문가들이 의료 지원을 위해 입대하였고, 이로 인해 아프가의 부서를 포함한 미국 내 병원의 심각한 인력 충원 문제가 발생하였다.
1945년 전쟁이 끝난 뒤, 귀국한 의사들에게 마취과에 대한 관심이 다시 커졌고, 아프가 부서의 인력 문제도 빠르게 해결되었다. 전공의 인기가 높아지고 아프가가 레지던트 프로그램을 개발하면서 마취과는 1949년 P&S의 공식 부서가 되었다. 연구 활동 부족으로 인해 예상했던 대로 아프가는 부서장으로 임명되지 않았고, 대신 동료인 이매뉴얼 페퍼에게 그 자리가 주어졌다. 아프가는 P&S에서 교수직을 맡게 되었다.

### 산과학
1949년, 아프가는 P&S의 첫 여성 정교수로 1959년까지 그곳에서 근무하였다. 이 기간 동안 그는 뉴욕 장로 병원의 한 부서인 슬론 여성 병원에서 임상 및 연구 업무를 수행하기도 하였다. 1953년에는 신생아의 건강을 평가하는 아프가 점수 검사를 처음으로 도입하였다.
1930년대와 1950년대 사이 미국의 영아 사망률은 감소하였지만, 출생 후 24시간 이내에 사망한 영아 수는 일정하였다. 이러한 경향을 인지한 아프가는 영아 사망률, 특히 생후 24시간 이내의 사망률을 줄이는 방법을 연구하기 시작하였다. 산과 계열 마취과 의사인 아프가는 건강한 영아와 문제가 있는 영아를 구별할 수 있는 경향을 문서화할 수 있었다.
이 조사는 출생 후 신생아의 건강을 평가하는 데 사용되는 표준화된 점수 체계로 이어졌으며, 그 결과로 만들어진 것이 신생아의 "아프가 점수"이다. 각각의 신생아는 심박수, 호흡, 색상, 근긴장도, 반사 과민성 등의 각 범주에서 0, 1, 2점(2점은 최적의 상태, 0점은 쇠약한 상태) 중 하나의 점수를 받는다. 각 신생아에 대한 종합 점수는 0점에서 10점까지 있으며, 신생아에게 가장 좋은 상태는 10점이다. 이 점수는 출생 1분 후의 신생아에게 부여하며, 신생아의 상태가 충분히 개선되지 않을 경우 치료를 안내하기 위해 5분 단위로 추가 점수를 부여할 수 있다. 1960년대까지 미국의 많은 병원에서 꾸준히 아프가 점수를 사용하고 있었다. 21세기에도 이 점수는 출생 직후 신생아의 상태를 보고하기 위해 용인되는 편리한 방법으로 계속 사용되고 있다.
1959년에 아프가는 컬럼비아를 떠나 존스 홉킨스 블룸버그 공중보건대학에서 공중보건학 석사 학위를 받았다. 1959년부터 1974년 사망할 때까지 아프가는 다임 행진 재단에서 일하며 의료 담당 부회장을 역임하고 선천적 결손증을 예방하고 치료하기 위한 연구 프로그램을 지휘하였다.
임신 연령은 영아의 아프가 점수와 직결되었기 때문에, 아프가는 다임 행진에서 조산 문제에 대한 관심을 처음으로 제기한 사람 중 한 명이었으며, 현재는 다임 행진의 최우선 과제 중 하나가 되었다. 이 기간 동안 그는 연구 활동뿐만 아니라 대중 잡지에 기사를 집필하고, 광범위하게 글을 쓰고 강연도 하였다. 1967년 아프가는 국립 재단 다임 행진의 부회장 겸 기초 연구 책임자가 되었다.
1964~65년 풍진의 범유행동안 아프가는 풍진의 모자감염을 방지하기 위한 보편적인 예방접종을 지지하였다. 풍진은 임신 중인 여성이 감염되면 심각한 선천성 장애를 일으킬 수 있다. 1964년에서 1965년 사이 미국에서는 약 1,250만 건의 풍진 사례가 발생했으며. 이로 인해 11,000건의 유산 또는 치료적 낙태와 20,000건의 선천성 풍진 증후군이 발생하였다. 그 결과로 유아기 사망자는 2,100명, 난청은 12,000건, 백내장 및 소안구증으로 인한 실명은 3,580건, 지적 장애는 1,800건이 발생하였다. 선천성 풍진은 뉴욕에서만 그 당시 태어난 모든 아기의 1%에 영향을 미쳤다.
아프가는 또한 Rh 검사의 효과적인 사용을 촉진하였는데, 이 검사는 모체 항체가 태반을 통해 태아에게 전염될 위험이 있는 여성을 식별할 수 있다. 항체는 태아의 적혈구 항원과 결합하여 적혈구를 파괴시켜 태아 수종이나 유산을 초래할 수 있다.
아프가는 매년 수천 마일을 여행하며 선천적 결손증 조기 발견의 중요성과 이 분야에 대한 더 많은 연구가 필요함을 다양한 청중에게 연설하였다. 그는 국립 재단의 훌륭한 대사임을 입증하였으며, 그가 재임하는 동안 재단의 연간 수입은 두 배 이상 증가하였다. 그는 또한 국립 재단의 기초 의학 연구 책임자(1967년~1968년)와 의료 담당 부회장(1971년~1974년)을 역임하였다. 그는 아동 및 가족 복지에 대한 관심과 가르치는 재능을 결합하여 존 벡과 함께 《우리 아기 괜찮아?》(Is My Baby All Right?)라는 책을 쓰기도 하였다.

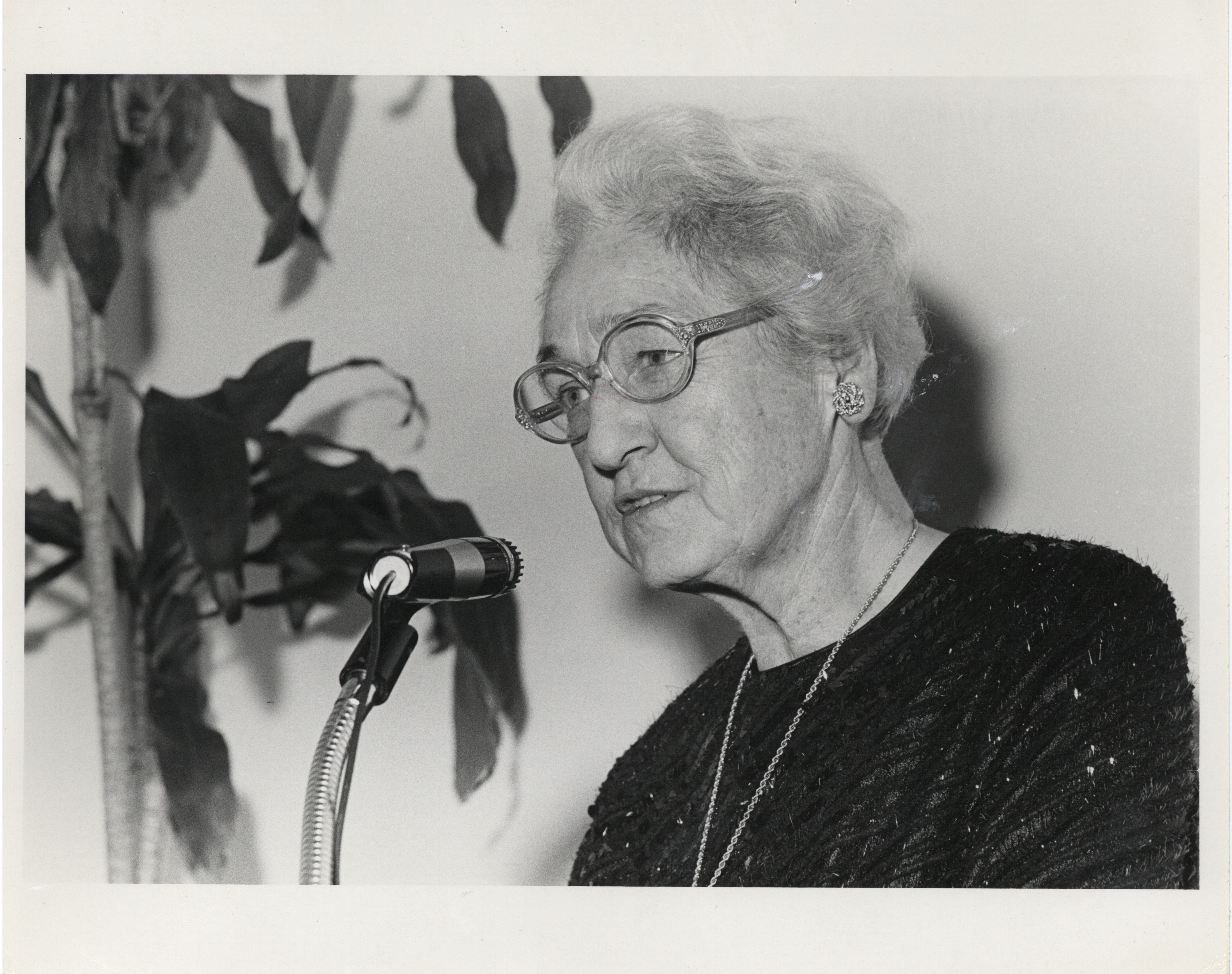
장애인 고용에 관한 대통령 위원회에서 버지니아 아프가(1973년 11월 28일)

아프가는 코넬 대학교 의과대학에서 소아과 강사(1965-1971)와 임상 교수(1971-1974)를 역임하였으며, 그곳에서 기형학(선천적 결손증 연구)을 가르쳤다. 그는 이 새로운 소아과 분야에서 최초로 교수직을 맡은 사람이었다. 1973년 아프가는 존스 홉킨스 공중보건대학의 의학유전학 강사로 임명되었다.
아프가는 경력 기간 동안 자신의 책 《우리 아기 괜찮아?》 출판을 비롯하여 60여 편 이상의 과학 기사와 수많은 단편 에세이를 신문과 잡지를 통해 발표하였다. 그는 펜실베니아 여자의과대학(1964년), 마운트 홀리오크 칼리지(1965년)에서 명예 박사 학위를 받았으며, 미국 의료 여성 협회에서 엘리자베스 블랙웰 상(Elizabeth Blackwell Award, 1966년), 미국 마취과 학회에서 공로상(Distinguished Service Award, 1966년), 컬럼비아 대학교 의과대학에서 동문 금메달 공로 부문(Alumni Gold Medal for Distinguished Achievement, 1973년), 미국 마취과 학회에서 랄프 M. 워터스 상(Ralph M. Waters Award, 1973년)을 받는 등 많은 상을 받았다. 1973년 《레이디스 홈 저널》에서 과학 분야 올해의 여성으로 뽑히기도 하였다.
아프가는 사회를 움직이고 흔드는 사람으로서 십대 청소년들에게 가정에서와 같이 스스럼없이 말하였다. 그는 다임 행진 청년 회의에서 청소년 임신과 선천적 결손증에 대하여 연설하였는데, 이러한 주제는 당시에는 금기로 여겨졌던 것이었다.

## 사생활

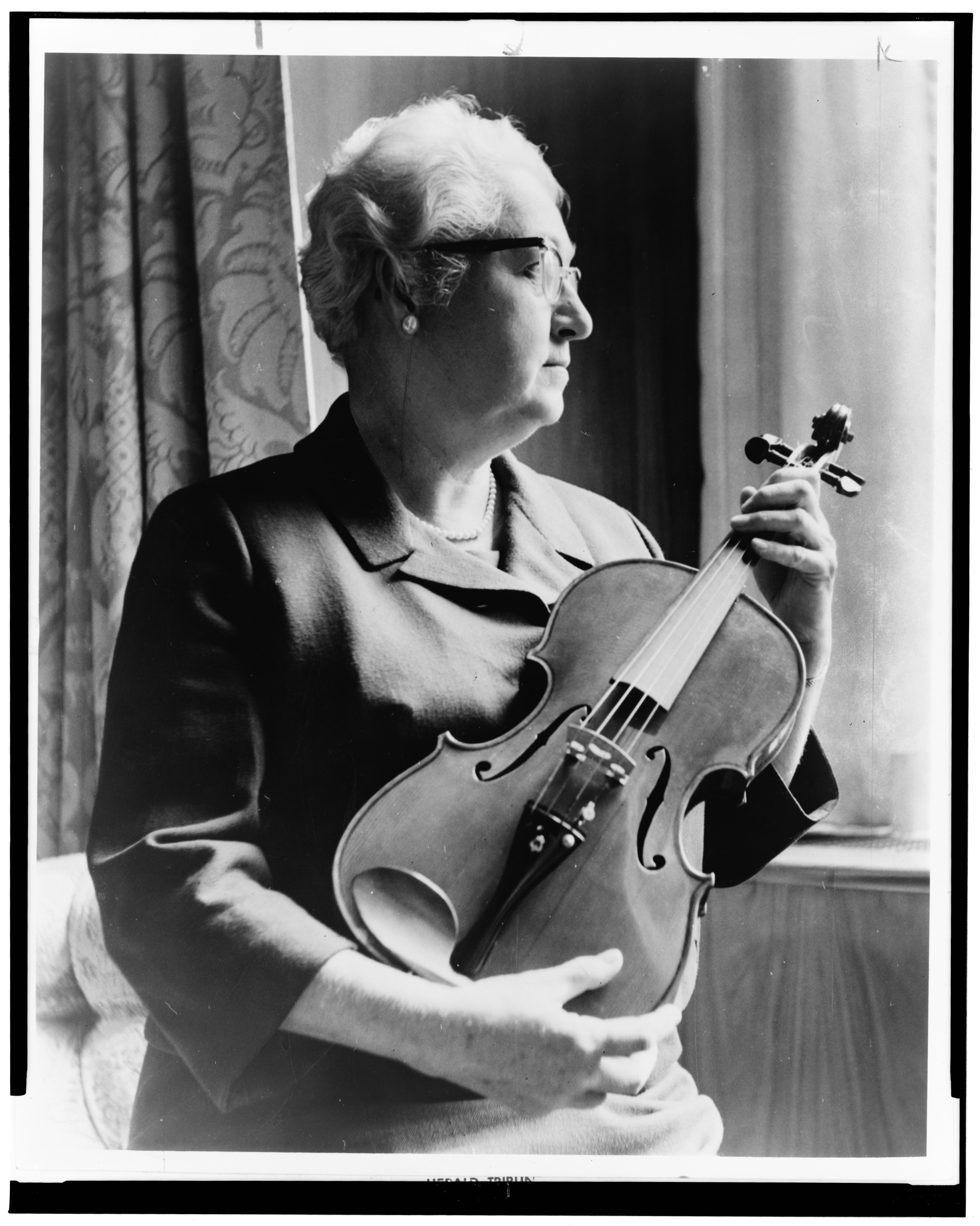
직접 만든 바이올린을 든 버지니아 아프가(1960년대)

아프가는 자신의 경력 전반에 걸쳐 "여성은 자궁을 떠날 때부터 해방된다"라고 주장하였으며, 여성이라는 것이 그의 의료 경력에 있어 중대한 제약을 가하지 않았다고 주장하였다. 그는 여성 단체와 운동 조직과의 접촉을 대부분 피하였다. 때때로 성 불평등(특히 성별임금격차)에 대한 불만을 개인적으로 표명하기도 하였지만, 상당한 에너지와 능력을 발휘할 수 있는 새로운 분야에 지속적으로 도전하며 이러한 문제를 극복하였다.
가족끼리 음악을 연주하는 시간이 잦을 정도로 음악은 그의 가족 생활에서 필수적인 부분이었다. 아프가는 바이올린을 연주하였고, 그의 오빠는 피아노와 오르간을 연주하였다. 그는 바이올린을 들고 여행을 다녔고, 가는 곳이 어디든 아마추어 실내악 사중주단에서 연주를 하기도 하였다. 1950년대에는 그의 친구가 악기 제작을 소개하였고, 함께 두 대의 바이올린, 비올라, 첼로를 만들었다. 그는 열정적인 정원사였으며 플라잉 낚시와 골프, 우표 수집을 취미로 즐겼다. 50대에는 언젠가 뉴욕 조지 워싱턴 교 아래를 비행하는 것을 목표로 비행 수업을 받기 시작하였다.

### 죽음
아프가는 결혼하거나 자녀를 낳지 않았으며, 1974년 8월 7일 컬럼비아 장로 의료 센터에서 간경화증으로 사망하였다. 그는 웨스트필드 페어뷰 묘지에 안장되었다.

## 유산
아프가의 공헌과 업적은 사후에도 지속적으로 인정을 받았다. 1994년 아프가는 미국 우정청에서 제작하는 20인치 그레이트 아메리칸 시리즈 우표의 주인공으로 선정되는 영예를 안았다. 1995년 11월에는 뉴욕 세네카 폴스에 위치한 미국 여성 명예의 전당에 헌액되었다. 1999년에는 미국 여성 역사 프로젝트의 일환인 여성 역사의 달 수상자로 지정되었다. 2018년 6월 7일 구글은 Google 두들로 아프가의 109번째 생일을 축하하였다.

## 명예와 수상
- 펜실베니아 여자의과대학 명예박사(1964년)
- 마운트 홀리오크 칼리지 명예박사(1965)
- 미국 마취과 학회 공로상(1966년)
- 미국 의료 여성 협회 엘리자베스 블랙웰 상(1966년)
- 뉴저지 의과대학 명예박사(1967년)
- 컬럼비아 대학교 의과대학 동문 금메달 공로 부문(1973년)
- 미국 마취과학회 랄프 M. 워터스 상(1973년)
- 《레이디스 홈 저널》 과학 분야 올해의 여성(1973년)
- 뉴욕 의학 아카데미, 미국 공중보건학회, 뉴욕 과학 아카데미 회원[11]
- 뉴저지 명예의 전당 헌액자(2020년)

## 주요 저작
- Apgar, Virginia; Beck, Joan Wagner (1972). 《Is my baby all right? A guide to birth defect》. New York: Trident Press. ISBN 9780671270957. OCLC 578207.
- Apgar, Virginia (1953). “A proposal for a new method of evaluation of the newborn infant”. 《Current Researches in Anesthesia & Analgesia》 32 (4): 260–267. PMID 13083014. 2012년 11월 30일에 원본 문서에서 보존된 문서. 2012년 11월 7일에 확인함.

## 더 읽어보기
- Pearce, JM (2005). “Virginia Apgar (1909–1974): neurological evaluation of the newborn infant”. 《European Neurology》 54 (3): 132–34. doi:10.1159/000089084. PMID 16244485.
- Goodwin, JW (March 2002). “A personal recollection of Virginia Apgar”. 《Journal of Obstetrics and Gynaecology Canada》 24 (3): 248–49. doi:10.1016/S1701-2163(16)30226-2. PMID 12585247.
- Goldman R, Blickstein I (February 2001). “Dr. Virginia Apgar – 1909–1974”. 《Harefuah》 (히브리어) 140 (2): 177–78. PMID 11242930.
- Mazana Casanova, JS (2000년 11월 11일). “Virginia Apgar y su test posnatal medio siglo después” [Virginia Apgar and her postnatal test half a century later]. 《Anales Españoles de Pediatría》 (스페인어) 53 (5): 469. doi:10.1016/S1695-4033(00)78630-9. 2013년 1월 6일에 원본 문서에서 보존된 문서.
- Baskett, TF (November 2000). “Virginia Apgar and the newborn Apgar score”. 《Resuscitation》 47 (3): 215–17. doi:10.1016/S0300-9572(00)00340-3. PMID 11114450.
- Jay, V (1999). “On a historical note: Dr. Virginia Apgar”. 《Pediatric and Developmental Pathology》 2 (3): 292–94. doi:10.1007/s100249900126. PMID 10191354. S2CID 35491677.
- Proffitt, Pamela (1999). 《Notable women scientists》. Detroit, Mich.: Gale Group. ISBN 978-0787639006. OCLC 603291357.
- Morishima, HO (November 1996). “Virginia Apgar (1909–1974)”. 《The Journal of Pediatrics》 129 (5): 768–70. doi:10.1016/S0022-3476(96)70170-1. PMID 8917248.
- Shampo MA, Kyle RA (July 1995). “Virginia Apgar – the Apgar score”. 《Mayo Clinic Proceedings》 70 (7): 680. doi:10.4065/70.7.680. PMID 7791393.
- Butterfield, LJ (September 1994). “Virginia Apgar, MD, MPhH”. 《Neonatal Network》 13 (6): 81–83. PMID 7854290.
- Butterfield, LJ (1994). “Virginia Apgar, MD, MPhH (1909–1974)”. 《Journal of Perinatology》 14 (4): 310. PMID 7965228.
- Ignatius, J (1993). “Virginia Apgar 1909–1974”. 《Duodecim》 (핀란드어) 109 (1): 54–55. PMID 8013307.
- Appelgren, L (April 1991). “The woman behind the Apgar score. Virginia Apgar. The woman behind the scoring system for quality control of the newborn”. 《Läkartidningen》 (스웨덴어) 88 (14): 1304–06. PMID 2016983.
- Wilhelmson-Lindell, B (October 1990). “Virginia Apgar Award to Petter Karlberg. After 45 years of pioneering commission as a pediatrician, the research on body-soul-environment is tempting”. 《Läkartidningen》 (스웨덴어) 87 (40): 3198–200. PMID 2232990.
- Kovács, J (September 1989). “In commemoration of Virginia Apgar”. 《Orvosi Hetilap》 (헝가리어) 130 (38): 2049–50. PMID 2677904.
- Calmes, SH (1984). “Virginia Apgar: a woman physician's career in a developing specialty”. 《Journal of the American Medical Women's Association》 39 (6): 184–88. PMID 6392395.
- Schoenberg DG, Schoenberg BS (January 1977). “Eponym: yes, Virginia, there is an Apgar score”. 《Southern Medical Journal》 70 (1): 101. doi:10.1097/00007611-197701000-00046. PMID 320667.
- Frey R, Bendixen H (January 1977). “In memoriam Virginia Apgar 1909–1974”. 《Der Anaesthesist》 (독일어) 26 (1): 45. PMID 319701.
- James, LS (1976). “Dedication to Virginia Apgar, MD”. 《Birth Defects Original Article Series》 12 (5): xx–xxi. PMID 782603.
- James, LS (January 1975). “Fond memories of Virginia Apgar”. 《Pediatrics》 55 (1): 1–4. PMID 1089236.
- James, LW (December 1974). “Memories of Virginia Apgar”. 《Teratology》 10 (3): 213–15. doi:10.1002/tera.1420100302. PMID 4617325.
- Windsor, Laura Lynn (2002). 《Women in medicine: an encyclopedia》. Santa Barbara, CA: ABC-CLIO.[{{{설명}}}]